# Pável Safonkin
Pável Serguéyevich Safonkin –en ruso, Павел Сергеевич Сафонкин– (Moscú, URSS, 23 de septiembre de 1985) es un deportista ruso que compitió en remo como timonel. Ganó cuatro medallas en el Campeonato Europeo de Remo entre los años 2008 y 2016.

## Palmarés internacional
| Campeonato Europeo | Campeonato Europeo     | Campeonato Europeo | Campeonato Europeo |
| Año                | Lugar                  | Medalla            | Prueba             |
| ------------------ | ---------------------- | ------------------ | ------------------ |
| 2008               | Maratón (Grecia)       | Medalla de plata   | Ocho con timonel   |
| 2014               | Belgrado (Serbia)      | Medalla de plata   | Ocho con timonel   |
| 2015               | Poznań (Polonia)       | Medalla de bronce  | Ocho con timonel   |
| 2016               | Brandeburgo (Alemania) | Medalla de plata   | Ocho con timonel   |